# Хоррамабад (Ерак)
Хоррамабад (перс. خرم اباد) — село в Ірані, у дегестані Шамсабад, в Центральному бахші, шахрестані Ерак остану Марказі. За даними перепису 2006 року, його населення становило 763 особи, що проживали у складі 213 сімей.

## Клімат
Середня річна температура становить 9,98°C, середня максимальна – 28,24°C, а середня мінімальна – -11,72°C. Середня річна кількість опадів – 248 мм.
| Клімат поселення                              | Клімат поселення | Клімат поселення | Клімат поселення | Клімат поселення | Клімат поселення | Клімат поселення | Клімат поселення | Клімат поселення | Клімат поселення | Клімат поселення | Клімат поселення | Клімат поселення | Клімат поселення |
| Показник                                      | Січ.             | Лют.             | Бер.             | Квіт.            | Трав.            | Черв.            | Лип.             | Серп.            | Вер.             | Жовт.            | Лист.            | Груд.            |                  |
| Середній максимум, °C                         | 4,47             | 6,41             | 9,94             | 16,69            | 22,13            | 27,10            | 28,24            | 27,95            | 23,46            | 17,56            | 11,12            | 5,77             |                  |
| Середня температура, °C                       | −3,62            | −1,68            | 1,86             | 8,61             | 14,03            | 19,00            | 22,82            | 22,53            | 18,05            | 12,14            | 5,70             | 0,36             |                  |
| Середній мінімум, °C                          | −11,72           | −9,78            | −6,24            | 0,52             | 5,93             | 10,92            | 17,40            | 17,11            | 12,64            | 6,72             | 0,28             | −5,06            |                  |
| Норма опадів, мм                              | 37               | 37               | 47               | 34               | 25               | 4                | 2                | 1                | 0                | 7                | 22               | 32               |                  |
| Середньомісячна швидкість вітру, м/с          | 1.20             | 2.14             | 2.67             | 2.91             | 2.33             | 2.15             | 2.11             | 1.94             | 2.01             | 1.90             | 1.80             | 1.24             |                  |
| Середньомісячна сонячна радіація, кДж/м²·день | 9683             | 12772            | 15283            | 18552            | 22559            | 26934            | 25953            | 24367            | 21544            | 16125            | 11366            | 9343             |                  |
| --------------------------------------------- | ---------------- | ---------------- | ---------------- | ---------------- | ---------------- | ---------------- | ---------------- | ---------------- | ---------------- | ---------------- | ---------------- | ---------------- | ---------------- |
| Джерело:                                      |                  |                  |                  |                  |                  |                  |                  |                  |                  |                  |                  |                  |                  |